# Weißer Terror
Weißer Terror ist ein Kampfbegriff aus dem Russland des frühen 20. Jahrhunderts. Historisch wird er aber bereits als Gegenbewegung zur bzw. innerhalb der Französischen Revolution (als Reaktion auf die Terrorherrschaft) des Wohlfahrtsausschusses und für die anschließende Restauration Anfang des 19. Jahrhunderts verwendet.
In einer allgemeineren Bedeutung bezeichnet weißer Terror die gewaltsamen Unterdrückungsmaßnahmen im Rahmen von Konterrevolutionen.
Der Begriff leitet sich von der Flagge der Bourbonen her mit ihren goldenen Lilien auf weißem Untergrund.

## Definition
Der Begriff Weißer Terror bildete sich ursprünglich – wie auch sein Gegenpart, der Rote Terror – im Zusammenhang mit der Französischen Revolution (1789–1799) und ihren Folgen. Während der Rote Terror für die Endphase der jakobinischen Terrorherrschaft (den „Großen Terror“ von 1794) unter Maximilien de Robespierre stand, setzte der konterrevolutionäre Weiße Terror mit der Restauration der französischen Monarchie durch die Bourbonen ab 1815 ein (Weiß war die Farbe des Königshauses). Im heutigen modernen Sprachgebrauch steht der Weiße Terror vor allem für die Verbrechen der konterrevolutionären Weißen Armee während des Russischen Bürgerkrieges (1917–1920), sowie für die in Ungarn verübten Verbrechen des konterrevolutionären Horthy-Regimes (1919–1921) in den Jahren nach der Niederschlagung der kommunistischen Ungarischen Räterepublik.

## Französische Revolution
Im Mai/Juni 1795 schlugen die royalistischen Kräfte in der Französischen Revolution zurück. Nach dem Ende der Schreckensherrschaft des Wohlfahrtsausschusses unter der hauptsächlichen Führung von Robespierre, der 1794 hingerichtet worden war, probten nun die Royalisten und Föderalisten den Aufstand gegen die neuen Machthaber der ersten französischen Republik, die sogenannten Thermidorianer, und, ihnen nachfolgend mit politisch noch weiter rechts stehenden Ansichten, die Monarchisten des Club de Clichy.
Die Niederlage des Volksaufstandes 1795 im Monat Prairial verschaffte dem weißen Terror im Übergang zur Verfassung des Direktoriums den entscheidenden Auftrieb. Nicht nur wurden die meisten ehemaligen Jakobiner aus dem Nationalkonvent verbannt, sondern auch auf der Straße in den Departements machten die Jeunesse dorée und Muscadins Jagd auf die Männer des Jahres 2 der Revolution. Der Weiße Terror war vor allem im Süden Frankreichs präsent, wo ganze Städte in die Hand dieser Gruppierungen fielen.
Zwischen 1815 und 1820 wurde erneut der terreur blanche gegen Anhänger der Revolution und Napoleons durch die rückkehrenden royalistischen Emigranten ausgeübt (→ Ludwig_XVIII.#Weißer_Terror).

## Russische Revolution
Die Auseinandersetzungen zwischen „Weißen“ und „Roten“ (die kommunistischen Bolschewiki) begannen unmittelbar nach der Oktoberrevolution und führten zu einem Bürgerkrieg, der bis 1920 dauerte und dem insgesamt acht Millionen Menschen zum Opfer fielen. 

Jörg Baberowski zufolge war der Weiße Terror „kaum weniger grausam“ als der Rote Terror, jedoch – im Unterschied zum Roten Terror, der durch die Tscheka institutionalisiert war, – „fragmentiert“ und ohne zentrale ideologische Vorgaben nach den jeweiligen lokalen Gegebenheiten und Entscheidungen örtlicher Kommandeure abgelaufen. Er war insofern „ein großes anarchisches Pogrom, der nicht im Dienst höherer Absichten stand“. Man kämpfte gegen vieles, aber selten für etwas. Dem weißen Terror ging der rote Terror voraus.

### Künstlerische Verarbeitung
Der erste Roman des Schriftstellers Michail Bulgakow Die weiße Garde hat die Kämpfe zwischen Weißen und Roten zum Gegenstand.

## Bayerische Revolution
Nach dem Mord an Kurt Eisner (USPD) durch einen rechtsextremen Attentäter proklamierten am 7. April 1919 Revolutionäre (u. a. Erich Mühsam, Gustav Landauer) in München eine bayerische Räterepublik gegen die Koalitionsregierung aus MSPD und USPD unter Johannes Hoffmann. Diese floh daraufhin nach Bamberg. Auf Befehl des Reichswehrministers Gustav Noske und auf Anfrage der vertriebenen Regierung fand daraufhin Anfang Mai eine großangelegte Reichsexekution durch Reichswehrverbände und Freikorps statt. Die damit einhergehende Gewalt wurde „weißer Terror“ genannt und schadete sowohl dem Ansehen der Regierung Hoffmann als auch dem ohnehin gestörten Verhältnis zwischen MSPD und USPD.

## China
Der weiße Terror (chinesisch 白色恐怖, Pinyin Báisè kǒngbù) ging vom Zwischenfall vom 12. April 1927 während des Chinesischen Bürgerkrieges aus und bezeichnet die Unterdrückung von Kommunisten und Sympathisanten des Kommunismus durch die Kuomintang unter Chiang Kai-shek. Beginnend am 27. April breitete sich der Weiße Terror weiter auf chinesische Großstädte aus, besonders auf Shanghai.
Auch bekannt als Chiangs „Blutiges Doppelkreuz“ , kämpfte die Republikanische Armee gegen die Kommunisten. Todesschwadronen patrouillierten die Städte mit dem Befehl, jeden Bürger mit kommunistischen Tendenzen zu exekutieren. Hierbei wurden besonders prominente Kommunisten, Linke und Demokraten wie Wen Yiduo ermordet.
Der offizielle Name des „Blutigen Doppelkreuzes“ ist das „Shanghai-Massaker“, welches von der Volksrepublik China jedoch als die „Gegenrevolution des 12. April“ bezeichnet wird.

## Taiwan
Aufgrund des Zwischenfalls vom 28. Februar auf Taiwan 1947 beschreibt der Weiße Terror (白色恐怖,  Báisè kǒngbù) die Unterdrückung von Regierungsgegnern und Oppositionellen, legalisiert durch das Kriegsrecht, das 38 Jahre lang vom 19. Mai 1949 bis zum 15. Juli 1987 dauerte.
Während des Weißen Terrors wurden Teile der Bevölkerung für ihre wahre oder unterstellte Opposition zur Kuomintang-Regierung unter Chiang Kai-shek verhaftet und erschossen. Die Zahl der Opfer ist nicht genau bekannt, aber Schätzungen liegen bei 10.000 bis 30.000.
Einige Opfer wurden von der Kuomintang als Kommunisten oder „Banditen/Spione“ (匪諜 / 匪谍,  Fěidié) für die Kommunisten bezeichnet. Der Weiße Terror hat tiefe Narben bei der taiwanesischen Bevölkerung hinterlassen, deren Wut sich heute noch gegen die Kuomintang und manchmal gegen Festlandchinesen richtet.
Die Angst, über den Zwischenfall vom 28. Februar zu reden, legte sich, nachdem das Kriegsrecht aufgehoben worden war, was auch als Ende des Weißen Terrors bezeichnet wird. 1995 erklärte Präsident Lee Teng-hui den 28. Februar zum nationalen Gedenktag, was die Angst, über den Zwischenfall zu sprechen, gänzlich löste.